# Леслі Чарлз
Леслі Чарлз (англ. Lesley Charles; нар. 15 липня 1952) — колишня британська тенісистка.
Найвищим досягненням на турнірах Великого шолома був фінал в змішаному парному розряді.

## Фінали турнірів Великого шолома

### Мікст (1 поразка)
| Результат | Рік  | Турнір               | Покриття | Партнер      | Суперник і суперниця          | Рахунок  |
| --------- | ---- | -------------------- | -------- | ------------ | ----------------------------- | -------- |
| Поразка   | 1974 | Вімблдонський турнір | Трава    | Марк Феррелл | Біллі Джин Кінг Овен Девідсон | 3–6, 7–9 |